# Kloster Les Chambons
Das Kloster Les Chambons (Campi boni; Notre-Dame des Chambons) ist eine ehemalige Zisterzienserabtei in der Gemeinde Borne (Ardèche) im Département Ardèche, Region Auvergne-Rhône-Alpes, in Frankreich. Das Kloster lag im Weiler Les Chambrons rund 43 km westlich von Aubenas im Wald von Bauzon.

## Geschichte
Das Kloster wurde auf Grund einer Stiftung von Guillaume de Borne und seiner Söhne 1152 von dem damals noch nicht dem Zisterzienserorden beigetretenen Kloster Dalon und dessen Tochter Kloster Loc-Dieu gegründet, aber wegen der Entfernung von diesem 1164 dem Kloster Sénanque, nicht aber dessen Mutterkloster Mazan, das nur unweit von Les Chambons gelegen ist, als Tochterkloster unterstellt und gehörte damit wohl von Anfang an der Filiation von Kloster Cîteaux an (die Abhängigkeit von Sénanque wird allerdings in Zweifel gezogen). Rückschläge erlitt das Kloster durch die Pest und den Hundertjährigen Krieg. Es fiel 1474 in Kommende. Die mittelalterliche Klosteranlage entsprach nicht dem bernhardinischen Plan. Ausbaupläne im 17. Jahrhundert wurden nicht verwirklicht. In der Französischen Revolution wurde das Kloster 1791 aufgelöst und verschwand bald darauf.

## Bauten und Anlage
Von der Kirche haben sich Mauern bis zur Höhe von rund 1 m erhalten. Steine des Klosters sind im Ort verbaut. Der Hauptaltar ist in die Kirche von Saint-Étienne-de-Lugdarès gelangt. Erhalten sind drei befestigte Grangien, die Schlösser Chabrolières, le Breuil und le Crouzet. In der Grangie la Felgère richtete sich 1830 der erste Trappistenkonvent von Kloster Notre-Dame-des-Neiges ein.

## Abtsliste

### Regularäbte
- Guillaume de Borne, 1152
- Bernard I. Durand, Prior, 1156
- Guillaume I., 1163
- Pierre II. de Merle, 1173
- Guillaume, 1178
- Pierre III. Adhémar, 1198
- Arnaud, abbé, 1219
- Pierre VI. Béraud, 1238
- Bernard de Tine, 1242
- Eble, 1248
- Pierre VII., genannt De La Chapelle, 1256
- Guillaume Récanieu, 1259
- Mathieu de Trabe, 1260
- Eblon Azas, 1284
- Pons de Trabe, 1292
- Pierre Rostaing, 1329
- Pierre de Sampson, 1359
- Armand de Spalet, 1365
- Étienne Garnier, 1374
- Pierre X. Ayn, Mir, 1395
- Jean de la Roque, 1439

### Kommendataräbte
- Charles de Joyeuse, 1474
- Guillaume III. de Joyeuse, 1502
- Guillaume de Joyeuse, 1551
- Jean Dutour, 1557
- Kardinal François de Joyeuse, 1601
- Henri I. von Lothringen, Herzog von Guise, 1616
- Louis de Chauméjan, 1641
- Henri II. François Xavier de Belsunce de Castelnoron, Bischof von Marseille, 1706
- René Joseph de Gouyon de Varavault, 1755.